# Einar Lagrelius

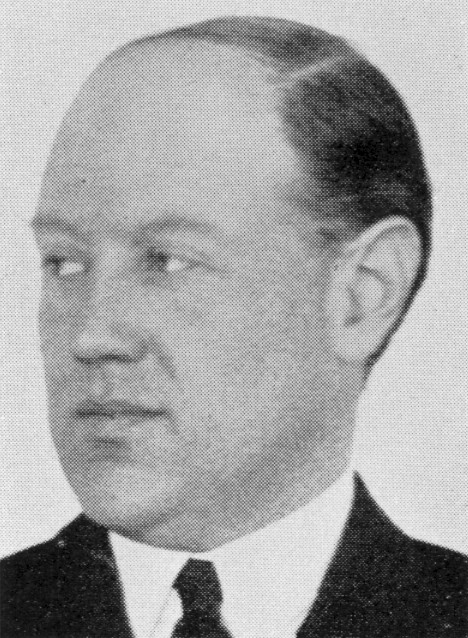
Einar Lagrelius.

Einar Lagrelius, född 21 maj 1895 i Stockholm, död 6 november 1977 i Rönninge, Salems kommun, var en svensk ingenjör.

## Biografi
Einar Lagrelius var son till Axel Lagrelius. Han avlade studentexamen i Stockholm 1913 och avgångsexamen från Tekniska högskolan som mekanist 1919. Samtidigt studerade han från 1916 vid Handelshögskolan. Efter reservofficersexamen 1915 blev Lagrelius fänrik i Södermanlands regementes reserv 1916 och löjtnant 1920. Han var sekreterare för tekniska ärenden vid Sveriges litografiska tryckerier 1919–1922, driftsingenjör vid AB Hasse W. Tullberg 1922–1924 och vid Generalstabens litografiska anstalt 1924. Samma år blev han chef för Riksbankens sedeltryckeri. Han utgav flera uppsatser i grafiska ämnen, företog studieresor i flera europeiska länder och var styrelseledamot i ett flertal bolag och ideella sammanslutningar, bland annat Motormännens riksförbund från 1942 och Personhistoriska samfundet från 1943, samt var från 1946 ordförande i De nordiska motororganisationernas permanenta kommitté.